# Mogazang
Mogazang (ou Mogazang Moufou, Mogozang Moufou, Sekande) est une localité du Cameroun située dans l'arrondissement de Meri, le département du Diamaré et la région de l’Extrême-Nord. Elle fait partie du canton de Mambang.

## Population
En 1974, la localité comptait 26 habitants, des Moufou.
Lors du recensement de 2005, on y a dénombré 165 personnes.